# For You (álbum de Selena Gomez)
For You é o primeiro álbum de grandes êxitos da cantora e atriz estadunidense Selena Gomez. O seu lançamento ocorreu em 24 de Novembro de 2014, através da Hollywood Records, sendo o último lançamento da cantora com a gravadora.

## Antecedentes e lançamento
Gomez começou sua carreira musical em 2007 com a trilha sonora da série The Wizards of Waverly Place. No ano seguinte, ela assinou um contrato discográfico com a Hollywood Records e formou sua banda Selena Gomez & the Scene. O grupo lançou três álbuns de estúdio ao longo de sua carreira, que tornaram-se comercialmente bem sucedidos e lançaram diversos singles de sucesso. A banda anunciou um hiato em 2012, com a cantora lançando Stars Dance, seu álbum de estreia em carreira solo, no ano seguinte. O primeiro foco de promoção do trabalho foi "Come & Get It", que foi comercialmente bem sucedida em diversos países. Embora as duas primeiras faixas de trabalho do disco terem sido bem sucedidas, o projeto não recebeu um terceiro single, bem como uma forte divulgação. Após estes eventos, a artista contratou um novo empresário e, posteriormente, assinou um novo acordo com a Interscope.
Rumores de que Selena lançaria um álbum de grandes êxitos iniciaram-se em julho de 2014. Mais tarde, foi anunciado que o material marcaria o último lançamento da intérprete sob o selo da Hollywood. O álbum foi confirmado em 17 de outubro através da página oficial da Universal Music Group, onde apareceu como um futuro lançamento. A página revelou a data de lançamento do disco, e confirmou que duas novas canções seriam incluídas no trabalho. Apesar disso, tanto Gomez como a Hollywood confirmaram o lançamento do álbum publicamente. A lista de faixas foi revelada em 31 de outubro seguinte através da versão francesa da loja Amazon, que divulgou o álbum temporariamente. For You foi oficialmente confirmado pela cantora em 6 de novembro, quando o disco foi disponibilizado em pré-venda através de lojas digitais. A artista revelou que o primeiro single do álbum seria lançado três vezes anteriormente, porém sua distribuição foi adiada diversas vezes por circunstâncias diferentes.

## Conteúdo
For You apresenta material da carreira a solo de Gomez, composta até então apenas por Stars Dance (2013), e com a Selena Gomez & the Scene — Kiss & Tell (2009), A Year Without Rain (2010) e When the Sun Goes Down (2011) — incluindo todos seus singles anteriores, à exceção de "Hit the Lights". Sobre o projeto, a artista afirmou: "Eu amo minha música demais, e essa é a ideia do álbum... meio que coletar os quatro anos passados e as minhas preferidas das músicas que fiz de quando eu tinha 15 anos até agora, que tenho 22." "Tell Me Something I Don't Know" foi a sua primeira música a entrar na Billboard Hot 100, e um remix da faixa foi incluído mais tarde em Kiss & Tell. "Falling Down" foi a primeira obra de trabalho da banda; além dessa, "Round & Round", de A Year Without Rain e "Who Says" e "Love You like a Love Song", de When the Sun Goes Down, estão presentes na compilação. "Come & Get It" e "Slow Down" são extraídas de Stars Dance. Dave Audé foi o responsável por retrabalhar "Naturally" e "A Year Without Rain" em edições já incluídas em The Club Remixes (2011), e que foram reaproveitadas. A última das não-inéditas faixas do produto é "Bidi Bidi Bom Bom", uma regravação da canção de Selena; a versão foi originalmente listada em Enamorada de ti (2012), trabalho de remixes póstumo da cantora texana.

"Isso também é um passo para eu saber [coisas] como 'Ok, isso é o que eu quero dizer, e eu preciso dizer isso quando estiver pronta'. (...) Eu acho que depois desse ano, é o jeito perfeito de terminar o ano, é o jeito perfeito de, alguma forma, terminar um capítulo. É tipo, 'isso é o que eu direi sobre cada pessoa que me julgou sobre qualquer decisão que tomei, para cada pessoa, [e o] coração está julgando algo que eles fizeram, e agora eu quero lançar isso".

—Gomez falando sobre "The Heart Wants What It Wants".
Em outubro de 2014, foi confirmado que duas novas músicas tinham sido gravadas para o projeto que, na época, não haviam sido anunciadas por Gomez ou pela Hollywood. "The Heart Wants What It Wants" foi gravada por Selena no início de 2014, e prévias da canção e de seu vídeo musical foram divulgadas pela artista. O apresentador e radialista Ryan Seacrest conversou sobre os fãs da cantora sobre o vídeo musical, afirmando: "O vídeo vai fazer com que as pessoas falem se é ou não é sobre ela e Justin, com certeza. (...) Eu vi o vídeo, olhei para ela [Gomez] e ouvi as letras, e fiquei tipo 'Tudo bem, isso vai fazer com que pessoas falem e se perguntem [se é sobre ela e Justin]!". Produzida por Rock Mafia, e composta pela cantora juntamente a Antonina Armato, Tim James e David Jost, a faixa de andamento médio trata, liricamente, da relação turbulenta de Selena com o cantor canadense Justin Bieber. A canção e seu vídeo musical foram descritos como "emocionais" e "vulneráveis" pela mídia especializada.
"Do It", segunda faixa inédita do disco, também foi composta por Gomez, Armato, James e Jost, e foi produzida por Rock Mafia. Inicialmente, a Rock Mafia remixou "My Dilemma" em 2011, quando foi anunciada como o quinto foco de promoção do álbum When the Sun Goes Down (2011), de Selena Gomez & the Scene. O remix contou com vocais adicionais do rapper Flo Rida; contudo, esta versão não foi divulgada por razões desconhecidas. O remix foi incluído no álbum, embora a parte que seria de Flo Rida acabou sendo removida.

## Lista de faixas
| N.º | Título                                        | Compositor(es)                                                                                   | Produtor(es)                                         | Duração |  |
| 1.  | "The Heart Wants What It Wants"               | Selena Gomez, Antonina Armato, Tim James, David Jost                                             | Rock Mafia                                           | 3:47    |  |
| 2.  | "Come & Get It"                               | Ester Dean, Mikkel S. Eriksen, Tor Erik Hermansen                                                | Stargate, Dreamlab,[A] Dean[A]                       | 3:51    |  |
| 3.  | "Love You Like a Love Song"                   | Armato, James, Adam Schmalholz                                                                   | Rock Mafia, Devrim Karaoglu                          | 3:08    |  |
| 4.  | "Tell Me Something I Don't Know"              | Armato, Ralph Churchwell, Michael Nielsen                                                        | Rock Mafia                                           | 2:55    |  |
| 5.  | "Who Says"                                    | Gomez, Emanuel Kiriakou, Priscilla Hamilton                                                      | Kiriakou                                             | 3:15    |  |
| 6.  | "My Dilemma 2.0"                              | Armato, James, Karaoglu                                                                          | Rock Mafia                                           | 3:09    |  |
| 7.  | "Round & Round"                               | Kevin Rudolf, Andrew Bolooki, Fefe Dobson, Jeff Halavacs, Jacob Kasher                           | Rudolf, Bolooki, Halavacs                            | 3:05    |  |
| 8.  | "Forget Forever" (Boy Lightning Remix)        | Jason Evigan, Clarence Coffee, Alexander Izquierdo, Jordan Johnson, Stefan Johnson, Marcus Lomax | The Monsters and the Strangerz, Evigan, Dan Brook[A] | 3:48    |  |
| 9.  | "Slow Down"                                   | Lindy Robbins, Julia Michaels, Niles Hollowell-Dhar, David Kuncio, Freddy Wexler                 | The Cataracs, Kuncio[B]                              | 3:30    |  |
| 10. | "A Year Without Rain" (Dave Audé Radio Remix) | Robbins, Toby Gad                                                                                | Gad, Dave Audé                                       | 3:59    |  |
| 11. | "Naturally" (Dave Audé Radio Remix)           | Armato, James, Karaoglu                                                                          | Rock Mafia, Audé                                     | 4:01    |  |
| 12. | "Más"                                         | Edgar Cortázar, Isaac Hasson, Mher Filian, Robbins                                               | SuperSpy, Cortázar                                   | 3:30    |  |
| 13. | "Bidi Bidi Bom Bom" (com Selena)              | Pete Astudillo, Selena Quintanilla-Pérez                                                         |                                                      | 4:13    |  |
| 14. | "Falling Down"                                | Ted Bruner, Trey Vittetoe, Gina Schock                                                           | Bruner, Vittetoe                                     | 3:03    |  |
| 15. | "Do It"                                       | Gomez, Armato, James, Jost                                                                       | Rock Mafia                                           | 2:38    |  |

| Vídeo musical bônus da iTunes Store |                                 |         |  |
| N.º                                 | Título                          | Duração |  |
| 16.                                 | "The Heart Wants What It Wants" | 4:35    |  |

Notas
A  - denota produtores vocais
B  - denota co-produtores

## Histórico de lançamento
| País           | Data                   | Formato              | Gravadora |
| -------------- | ---------------------- | -------------------- | --------- |
| Estados Unidos | 24 de novembro de 2014 | CD, download digital | Hollywood |
| Hungria        | 24 de novembro de 2014 | CD, download digital | Hollywood |
| França         | 24 de novembro de 2014 | Download digital     | Hollywood |
| Alemanha       | 24 de novembro de 2014 | Download digital     | Hollywood |
| França         | 8 de dezembro de 2014  | CD                   | Hollywood |
| Reino Unido    | 12 de janeiro de 2015  | Download digital     | Hollywood |
| Reino Unido    | 26 de janeiro de 2015  | CD                   | Hollywood |